# Tour d'Overijssel
El Tour d'Overijssel és una competició ciclista d'un dia que es disputa a la regió d'Overijssel (Països Baixos). Creada el 1952, va estar reservada a ciclistes amateurs fins al 1996. El 2005 va entrar al calendari de l'UCI Europa Tour. Les edicions de 2020 i 2021 foren anul·lades per la pandèmia de coronavirus.
El 2014 i 2015 també es va disputar una prova femenina.

## Palmarès masculí
| Any     | Vencedor                    | Segon                 | Tercer                |
| ------- | --------------------------- | --------------------- | --------------------- |
| 1952    | Piet Smit                   | Daan de Groot         | Frans Mahn            |
| 1953    | Michel Stolker              | Piet Vermast          | Piet Waijboer         |
| 1954    | Mik Snijder                 | Joop van der Putten   | Willy Gramser         |
| 1955    | Michel Stolker              | Mattie van den Heuvel | Henk Klein            |
| 1956    | Coen Niesten                | Ben Teunisse          | Piet Damen            |
| 1957    | Piet Damen                  | Jo de Roo             | Jan van Vliet         |
| 1958    | Harry Scholten              | Antoon van der Steen  | Jan Rademakers        |
| 1959    | Bas Maliepaard              | Jan Janssen           | Mik Snijder           |
| 1960    | Jan Janssen                 | Ab Sluis              | Dick Groeneweg        |
| 1961    | Piet van der Horst          | Jack Mesters          | John Pluimers         |
| 1962    | Henk Cornelisse             | Cees Snepvangers      | Jacques van der Kloot |
| 1963    | Leo van Dongen              | Jan Pieterse          | Leo Hermens           |
| 1964    | Gerben Karstens             | Jos van der Vleuten   | Hennie Schouten       |
| 1965    | Ad van Kemenade             | Dignus Kosten         | Piet Braspennincx     |
| 1966    | Gerard Vianen               | Rini Wagtmans         | Chris Hoedelmans      |
| 1967    | Ted Blom                    | Wim Bravenboer        | René Pijnen           |
| 1968    | Jan Krekels                 | Piet Kettenis         | Mathieu Gerrits       |
| 1969    | Bart Solaro                 | Hennie van Zandbeek   | Wim Jansen            |
| 1970    | John Cornelissen            | Jan Bakker            | Bert Boom             |
| 1971    | Charles de Smit             | Henk Poppe            | Cees Swinkels         |
| 1972    | Jo van Pol                  | Piet van Katwijk      | Jacques Schuitemaker  |
| 1973    | Jan Aling                   | Fedor den Hertog      | Aad van den Hoek      |
| 1974    | Jan Lenferink               | Fons van Katwijk      | Henk Botterhuis       |
| 1975    | Wil van Helvoirt            | Henk Botterhuis       | Fons van Katwijk      |
| 1976    | Arie Hassink                | Jan Huisjes           | Piet Kuys             |
| 1977    | Frits Schur                 | Giel van der Sterren  | Bas van Lamoen        |
| 1978    | Herman Snoeijink            | Frits Pirard          | Bert Wekema           |
| 1979    | Arie Versluis               | Herman Snoeijink      | Wim Albersen          |
| 1980    | Herman Snoeijink            | Hans Vonk             | Maarten de Vos        |
| 1981    | Jan Feiken                  | Egbert Koersen        | Henk Mutsaars         |
| 1982    | Jos Alberts                 | Gerard Wittenberg     | Frans Plantaz         |
| 1983    | Jan Spijker                 | Henk Havik            | Jacques Van Der Poel  |
| 1984    | Jan Spijker                 | Peter Pieters         | Gert Jakobs           |
| 1985    | Eddy Schurer                | Frank Pirard          | Jan Siemons           |
| 1986    | Rob Harmeling               | Pierre Raas           | Fons Schootman        |
| 1987    | Tom Cordes                  | Arno Ottevanger       | Pierre Duin           |
| 1988    | John Vos                    | Rober van de Vin      | Raymond Meijs         |
| 1989    | Pierre Duin                 | Arthur van Dongen     | Erwin Kistemaker      |
| 1990    | Tristan Hoffman             | Anthony Theus         | Mario Gutte           |
| 1991    | Frank van Veenendaal        | Eric Naberman         | Erik Dekker           |
| 1992    | Tonnie Teuben               | Wietse Veenstra       | Pascal Appeldoorn     |
| 1993    | Martin van Steen            | Rik Rutgers           | Erwin Kistemaker      |
| 1994    | Bennie Gosink               | John den Braber       | Anthony Theus         |
| 1995    | Louis de Koning             | Rik Rutgers           | Niels van der Steen   |
| 1996    | Anthony Theus               | Rudie Kemna           | Gerard Kemper         |
| 1997    | Rudie Kemna                 | Michael van der Wolf  | Remco van der Ven     |
| 1998    | Tayeb Braikia               | Bart Boom             | Marcel Duijn          |
| 1999    | Wim van de Meulenhof        | Wally Buurstede       | Rik Reinerink         |
| 2000    | Bart Boom                   | Arno Bouten           | Mark Vlijm            |
| 2001    | No disputat                 |                       |                       |
| 2002    | Brett Lancaster             | Kenny van Hummel      | Arno Wallaard         |
| 2003    | Alain van Katwijk           | Piet Rooijakkers      | John Sulkers          |
| 2004    | Jens Mouris                 | Piet Rooijakkers      | Ruud Aerts            |
| 2005    | Arno Wallaard               | Arthur Farenhout      | Marco Bos             |
| 2006    | Peter Moehlmann             | Niki Terpstra         | Jos van Emden         |
| 2007    | Marco Bos                   | Takashi Miyazawa      | Hannes Blank          |
| 2008    | Robin Chaigneau             | Bobbie Traksel        | Tom Veelers           |
| 2009    | Kenny van Hummel            | Eric Baumann          | Theo Bos              |
| 2010    | Job Vissers                 | Andy Cappelle         | Dennis Smit           |
| 2011    | Wouter Haan                 | Jesper Asselman       | Martin Hunal          |
| 2012    | Reinardt Janse van Rensburg | Huub Duyn             | Wim Stroetinga        |
| 2013    | Tom Vermeer                 | Martin Mortensen      | Christoph Pfingsten   |
| 2014    | Dennis Coenen               | Coen Vermeltfoort     | Maurits Lammertink    |
| 2015    | Jeff Vermeulen              | Marco Zanotti         | Coen Vermeltfoort     |
| 2016    | Aidis Kruopis               | Joeri Stallaert       | Timothy Stevens       |
| 2017    | Nicolai Brøchner            | Bert Van Lerberghe    | Johim Ariesen         |
| 2018    | Piotr Havik                 | Harry Tanfield        | Max Kanter            |
| 2019    | Nils Eekhoff                | Martijn Budding       | Piotr Havik           |
| 2020-21 | suspès                      | suspès                | suspès                |
| 2022    | Coen Vermeltfoort           | Cameron Scott         | Joren Bloem           |
| 2023    | Coen Vermeltfoort           | Tim Torn Teutenberg   | Martin Pluto          |
| 2024    | Declan Trezise              | Oded Kogut            | Coen Vermeltfoort     |

## Palmarès femení
| Any  | Vencedora      | Segona           | Tercera        |
| ---- | -------------- | ---------------- | -------------- |
| 2014 | Lisa Brennauer | Kirsten Wild     | Nina Kessler   |
| 2015 | Lauren Kitchen | Natalie van Gogh | Anouska Koster |